# Benz Patent-Motorwagen Nummer 1
Der Benz Patent-Motorwagen Nummer 1 ist das erste von Carl Benz gebaute Automobil mit Verbrennungsmotor. Das Patent für das dreirädrige „Fahrzeug mit Gasmotorenbetrieb“ wurde von Benz am 29. Januar 1886 eingereicht und als DRP Nr. 37435 am 2. November 1886 erteilt. Am 3. Juli 1886 führte Benz die erste öffentliche Probefahrt mit dem Unikat in Mannheim durch. Er gilt im Rahmen der vielseitigen Geschichte des Automobils als der erste praxistaugliche Kraftwagen der Welt und setzt somit die Geburtsstunde des Automobils mit Verbrennungsmotor.
Benz machte auf einem Kurbelveloziped (Tretkurbelfahrrad) seine entscheidenden Mobilitätserfahrungen und baute dann statt einer von ihm zunächst erwogenen Straßenlokomotive für den Kollektivverkehr ein leichtes motorisiertes Veloziped für den Individualverkehr. Sein Patent-Motorwagen erinnert an Fahrräder und Kutschen.

## Technik

### Der Motor

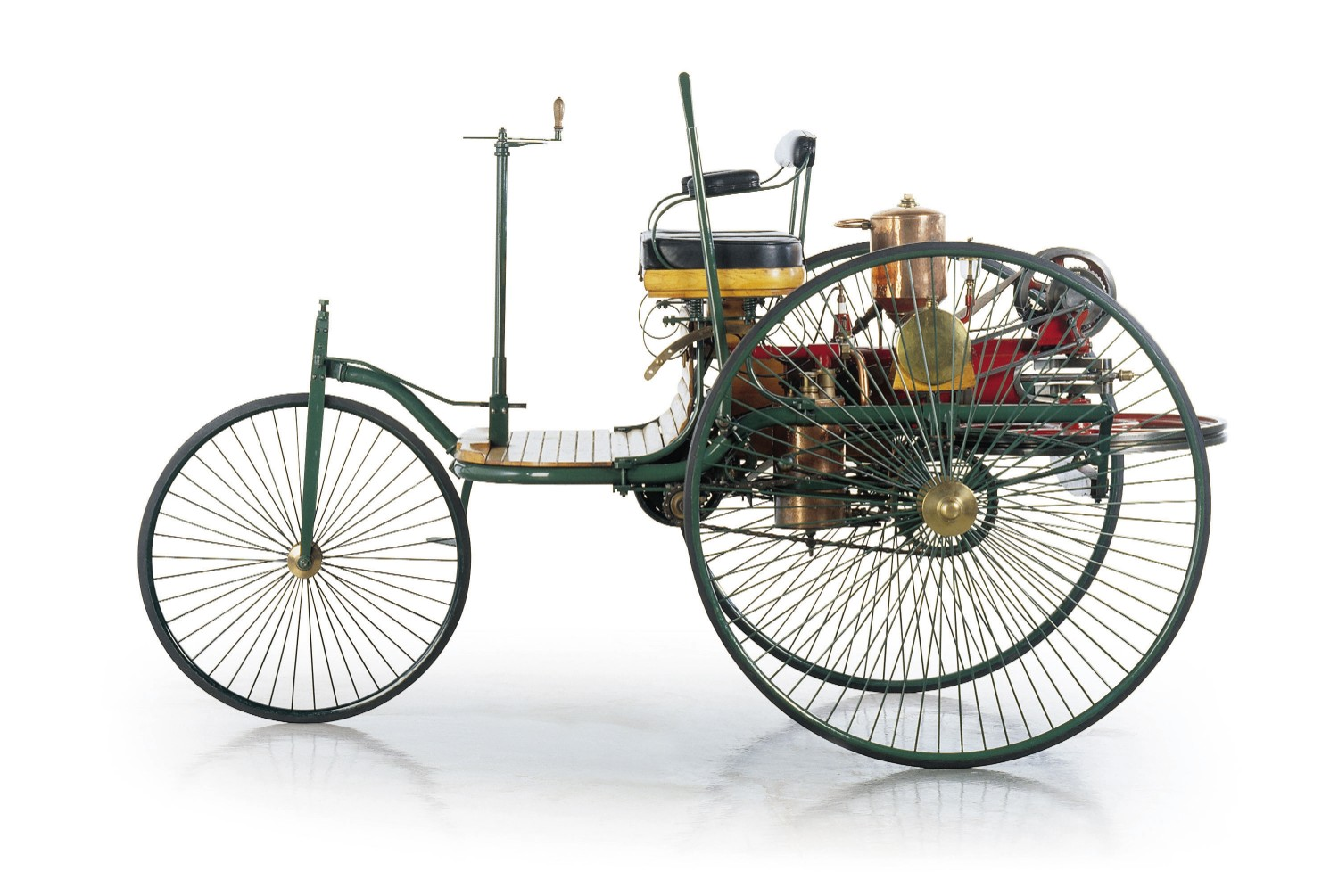
Patent-Motorwagen Nummer 1

Kernstück des Wagens war ein Einzylinder-Viertaktmotor mit einem Hubraum von 0,954 Liter. Einige Details finden sich heute noch an Motoren: Kurbelwelle mit Gegengewichten, elektrische Zündung und Wasserkühlung.

„Eine Tourenzahl von 250 Touren pro Minute erschien mir genügend, ja sogar sehr viel, und ich konnte feststellen, daß dieser Motor etwa 2/3 Pferdestärke ergab.“

Spätere Messungen ergaben 0,75 PS (551 W) bei 400/min.
Der für damalige Verhältnisse mit rund 110 Kilogramm leichte Motor hatte einen Zylinder mit offenem Kurbelgehäuse, einen über eine Exzenterstange gesteuerten Einlass-Gleitschieber und ein Auslass-Tellerventil, betätigt über Nockenscheibe, Stoßstange und Kipphebel. Geschmiert wurde er über Tropföler. Das große Schwungrad konzipierte Benz für den Einbau in das Fahrgestell liegend, weil er befürchtete, dass bei senkrechter Anordnung wegen der Kreiselkräfte die Lenkung und die Standfestigkeit des Fahrzeugs in engen Kurven beeinträchtigt würden.
Ein von Benz entwickelter Oberflächen-Vergaser bereitete das Gemisch auf und enthielt auch einen Benzinvorrat von 4,5 Litern. Dabei handelte es sich nicht um Benzin im Sinne von Ottokraftstoff, sondern um ein als Ligroin bezeichnetes Leichtbenzin, das in Apotheken erhältlich war. Die Zusammensetzung des Benzin-Luft-Gemisches konnte mit einem Hülsenschieber korrigiert werden, der die Löcher für die Zusatz-Ansaugleitung mehr oder weniger abdeckte und so die Leistungsabgabe regelte. Im Fahrzeug fand sich dieser Schieber gut erreichbar unterhalb des Fahrersitzes.
Der Zündung widmete Benz etliche Versuche, bis er eine Lösung fand, die der damals geringen Leistung des Batteriestroms angepasst war. Er transformierte den Strom mit einem von Heinrich Daniel Rühmkorff entwickelten Funkeninduktor auf höhere Spannung. Auch die Zündkerze war eine Eigenentwicklung. Spätere Untersuchungen zeigten, dass der Werkstoff ihrer Elektroden mit dem handelsüblicher Zündkerzen der 1930er Jahre weitgehend übereinstimmte.
Die Kühlung des Verbrennungsmotors war ein besonderes Problem, denn er konnte nicht wie ein stationärer Motor einfach an eine Kühlwasserleitung angeschlossen werden. Benz baute eine einfache Verdampfungskühlung (Siedekühlung), die sich bei der geringen Leistung als wirkungsvoll und ausreichend erwies.
Angelassen wurde der Motor durch beherztes Drehen des Schwungrads. Dass der Treibstoffvorrat im Vergaser nicht für eine längere Strecke reichte, störte Benz beim Patent-Motorwagen nicht weiter. Immerhin brauchte der Antrieb des Fahrzeugs auf 100 Kilometer rund 10 Liter des seinerzeit noch immer als gefährlich geltenden Ligroins.

### Fahrgestell und Aufbau

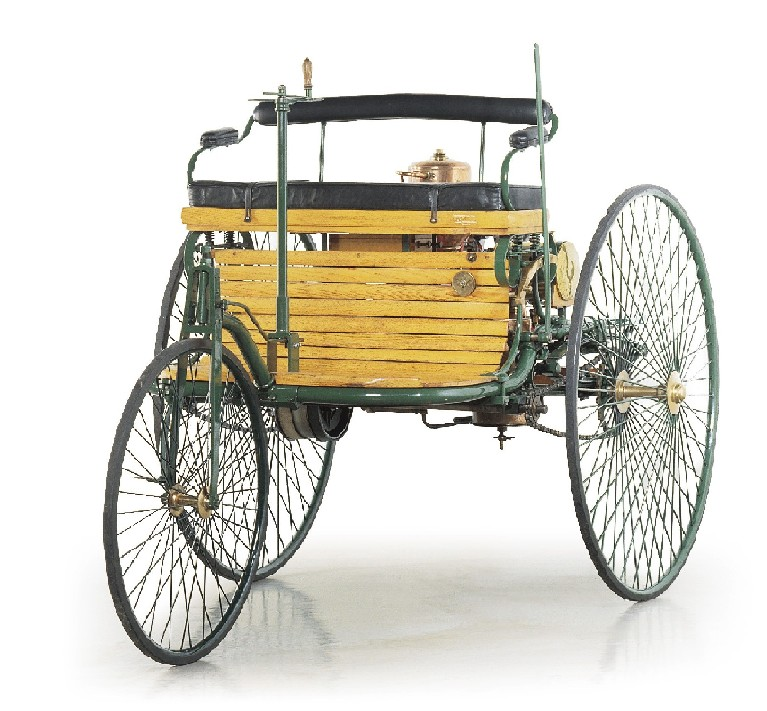
Patent-Motorwagen Nummer 1

Der Rahmen war aus Stahlrohren gebogen und geschweißt. Da der Wagen Hinterradantrieb haben sollte, also von hinten geschoben wurde, tauchte das Problem der Lenkung auf, die anders konstruiert sein musste als bei einem gezogenen Wagen. Die sonst bei Kutschen gebräuchliche Drehschemel-Lenkung kam nicht in Frage, und nach seinen Zweirad-Erfahrungen entschied sich Benz für ein leicht gebautes Dreirad, ein dreirädriges Veloziped (siehe Patenttext). Das Vorderrad hing in einer ungefederten Gabel und wurde durch eine mit einer Kurbel verbundenen Zahnstange gelenkt (Erst 1893 verwendete Benz eine Achsschenkel-Lenkung). Die drei mit Vollgummi bereiften Drahtspeichenräder fertigte Benz selbst, nur die Felgen waren „Fremdbezug“ von der Adler-Fahrradfabrik in Frankfurt. Das Vorderrad lief, wie seinerzeit im Fahrradbau üblich, in einem Kugellager, die Hinterräder in Weißmetallbuchsen.

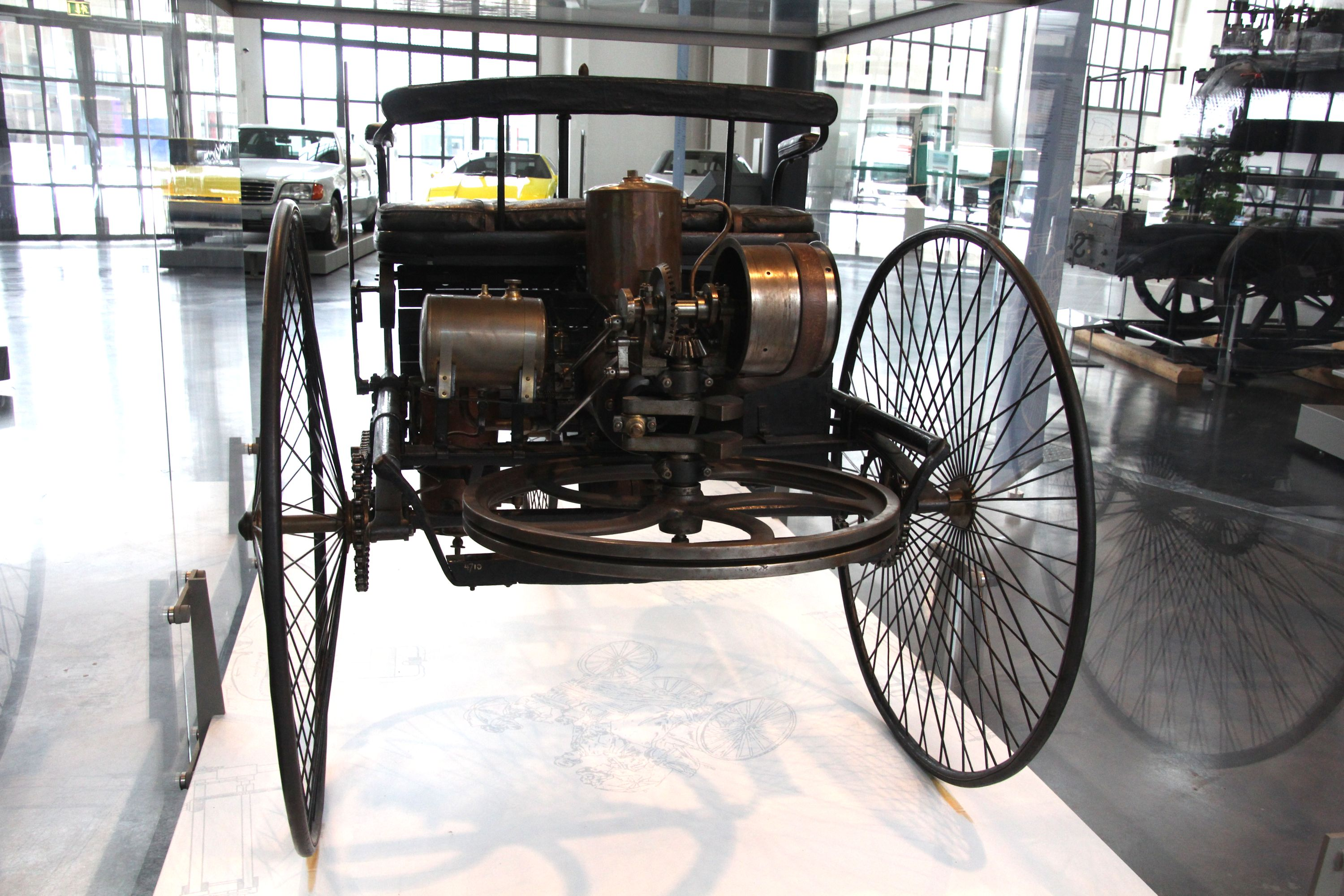
Blick auf den Antrieb

Der Wagen wurde mit je einer Kette links und rechts der Vorgelegewelle über die Hinterräder angetrieben, die ihrerseits über eine Starrachse und Vollelliptikfedern mit dem Rahmen verbunden waren. Auf der Vorgelegewelle saß eine Antriebsscheibe samt integriertem Differential, daneben noch eine Leerlaufscheibe. Damit hatte das Riemen-Getriebe nur einen Vorwärtsgang und keinen Rückwärtsgang. Der Flachriemen zwischen der über Kegelräder angetriebenen Nockenwelle und Vorgelegewelle wirkte dank der Leerlaufscheibe zugleich als Kupplung. Der Flachriemen wurde zum Anfahren mit einer Riemengabel von der Los- auf die Festscheibe verschoben. Das Motordrehmoment wurde wie bei Dampfmaschinen durch Verstellen der Steuerung des Einlassschiebers unterhalb des Fahrersitzes geregelt. Über dem Motor thronte der Vorratsbehälter für das Kühlwasser. Gebremst wurde mit einem Handhebel, der auf die Vorgelege-Riemenscheibe wirkte. Eine Fußbremse gab es noch nicht.
Die Sitzbank war vor dem Motor auf geschwungenen Federn direkt auf den Rahmen montiert und mit abgestepptem Leder bezogen. Festen Halt gab ein niedriges, lederbezogenes Geländer im Rücken und an den Seiten.
Sorgen bereitete der Kettenantrieb: Die Fahrradketten waren der höheren und wegen der gefederten Achse auch stoßartigen Beanspruchung nicht gewachsen, längten sich, sprangen aus den Zahnrädern oder rissen. Da es aber noch keine passenden gab, musste Benz sich mit dem vorhandenen Material begnügen.

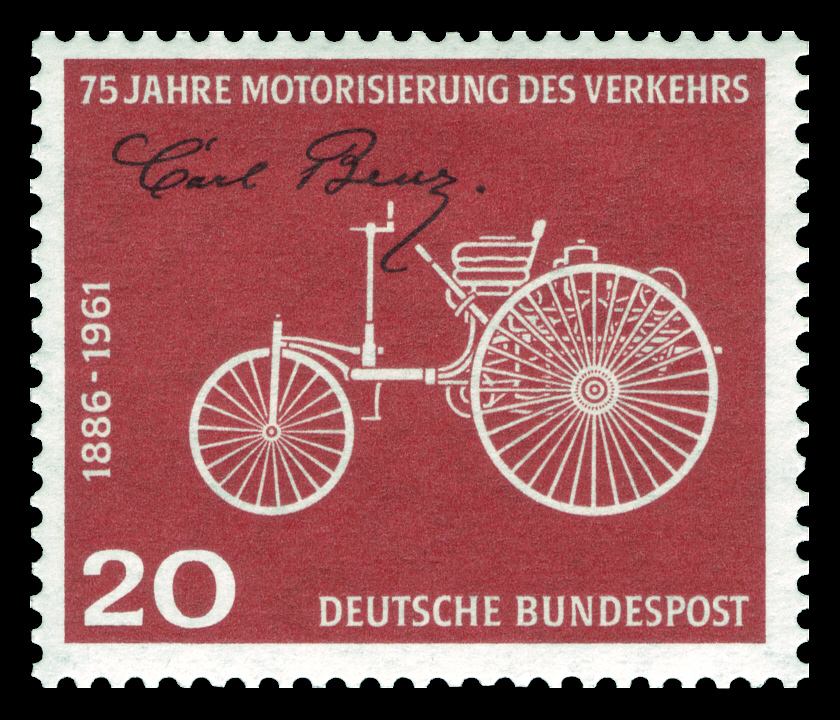
Briefmarke der Deutschen Bundespost (1961): 75 Jahre Motorisierung des Verkehrs

## Erprobung
Die ersten Probefahrten fanden 1885 aus Gründen der Geheimhaltung im Fabrikhof statt. Auch der erste „Ausflug“ auf freier Strecke – bei Nacht – dauerte nur wenige Minuten. Nach hundert Metern blieb der Wagen stehen. In zahlreichen Versuchen konnte aber die Reichweite nach und nach verbessert werden.
Am 29. Januar 1886 wurde schließlich das „Fahrzeug mit Gasmotorenbetrieb“ beim Reichspatentamt unter der Nummer 37435 zum Patent angemeldet. Bei der ersten öffentlichen und per Zeitungsartikel dokumentierten Ausfahrt am 3. Juli 1886 auf der Ringstraße in Mannheim lief Benz’ Sohn Eugen mit einer Flasche Benzin nebenher, „um nachzuschütten, wenn das Benzin zu Ende geht“.
In München fuhr der erste „Benz“ am 16. September 1888 durch die Stadt.

## Verbleib und Nachbau
Der Wagen blieb ein Einzelstück, ebenso wie sein direkter Nachfolger, Patent-Motorwagen Nummer 2. Er wurde zunächst zum Vierradwagen umgebaut und später ausgeschlachtet. 1903 wurde er rekonstruiert. Dieser Benz-Patent-Motor-Wagen Nr. 1 steht heute im Verkehrszentrum des Deutschen Museums in München.
Nachbauten entstanden schon in der ersten Hälfte des 20. Jahrhunderts. Etwa 150 Exemplare verschiedener Zulieferer entstanden bislang. Im Jahr 2001 begann Daimler die Fertigung von Nachbauten in Handarbeit. Bestellungen liefen über Mercedes-Benz Classic (Stuttgart). Diese Fahrzeuge können statt mit Ligroin mit heute üblichem Benzin betrieben werden. Sie haben keine TÜV-Abnahme und dürfen daher keine öffentlichen Straßen befahren.

## Weltdokumentenerbe
Im Jahre 2011 wurde das Patent von der UNESCO in das Weltdokumentenerbe aufgenommen.

## Technische Daten
| Motor                 | Wassergekühlter Einzylinder-Viertaktmotor mit großem Schwungrad, liegend im Heck eingebaut |
| Bohrung × Hub         | 90 mm × 150 mm |
| Hubraum               | 954 cm³ |
| Leistung              | 0,75 PS (551 W) bei 400/min |

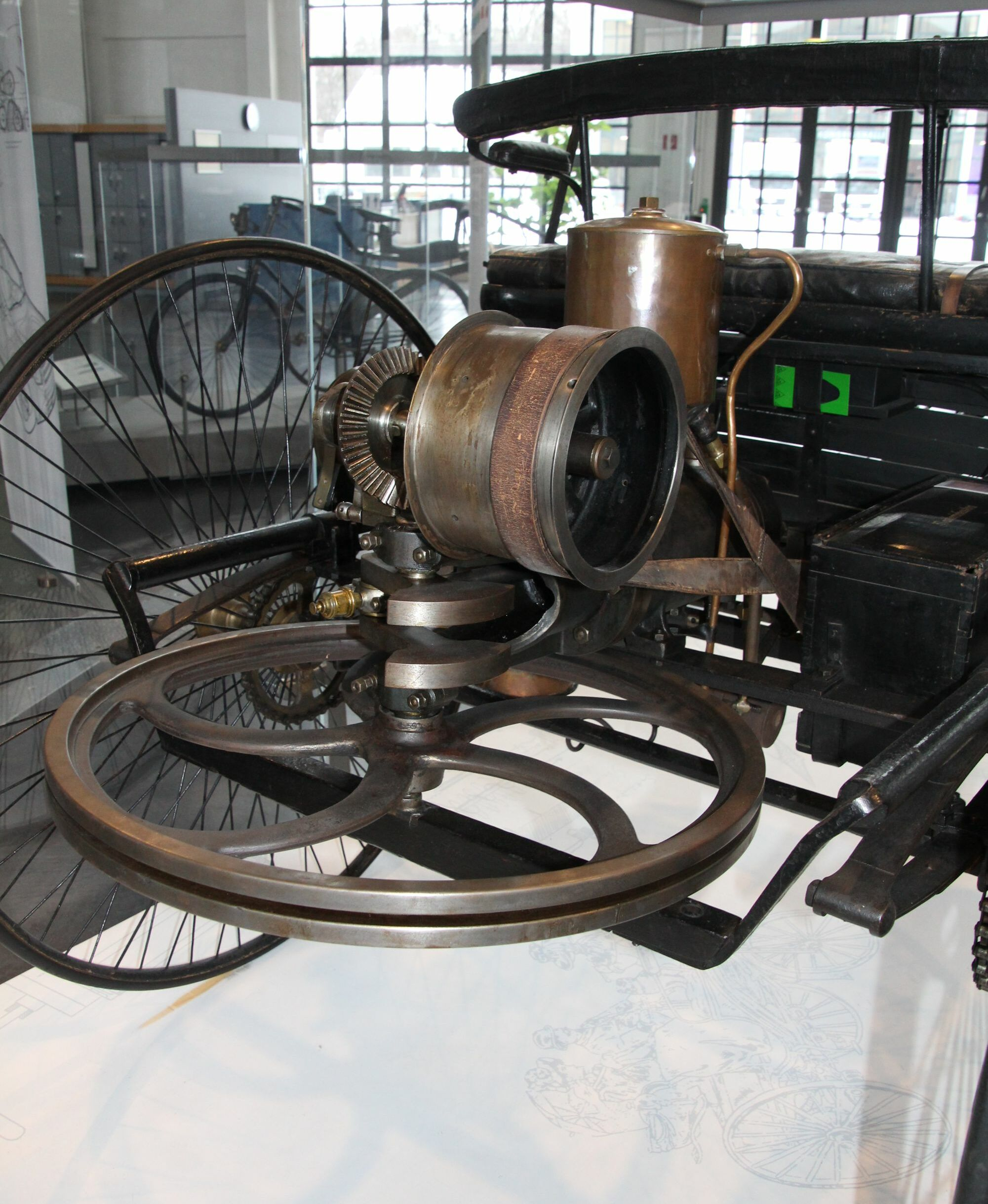
Antrieb des Originalwagens

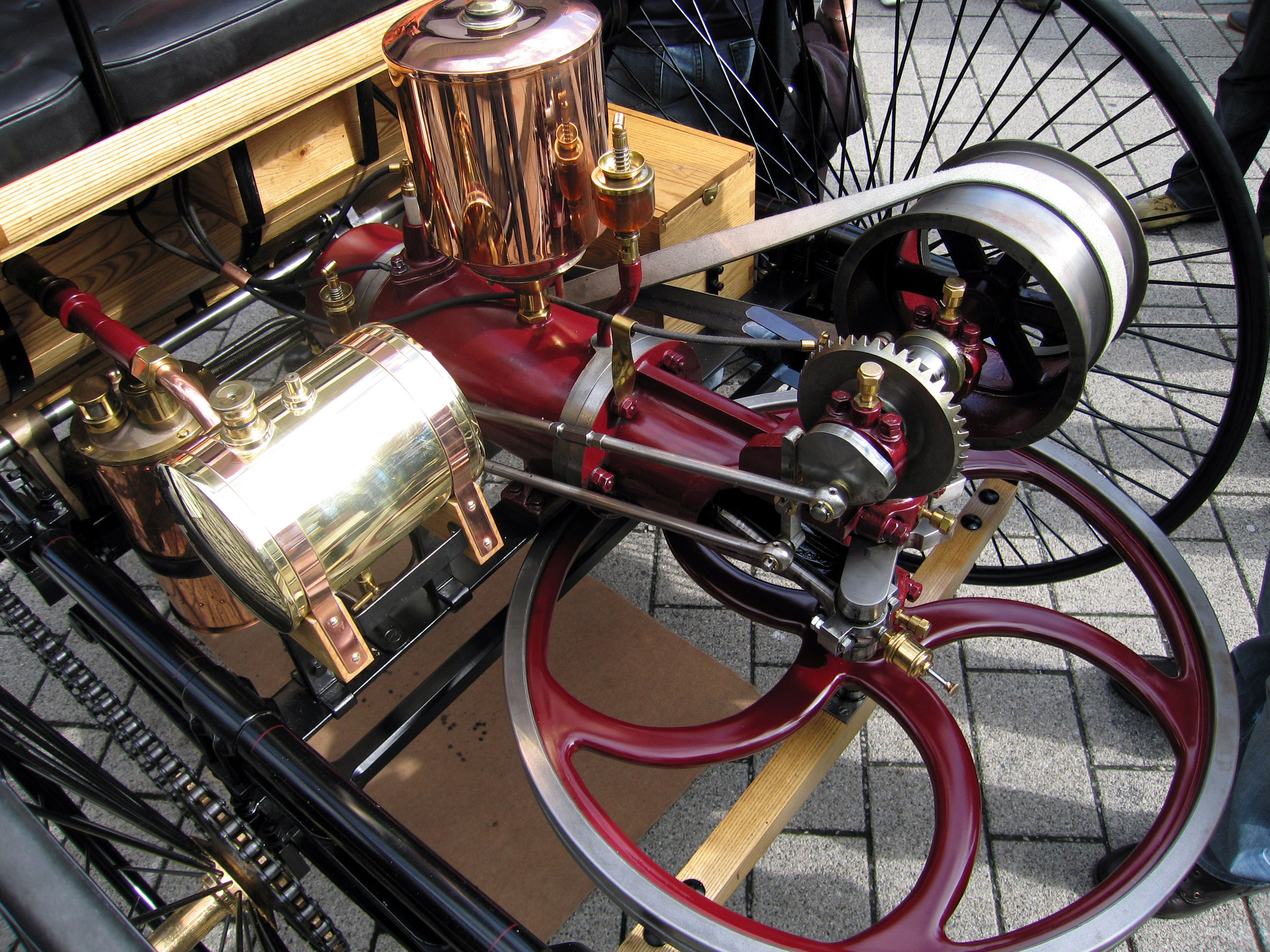
Antriebsscheibe

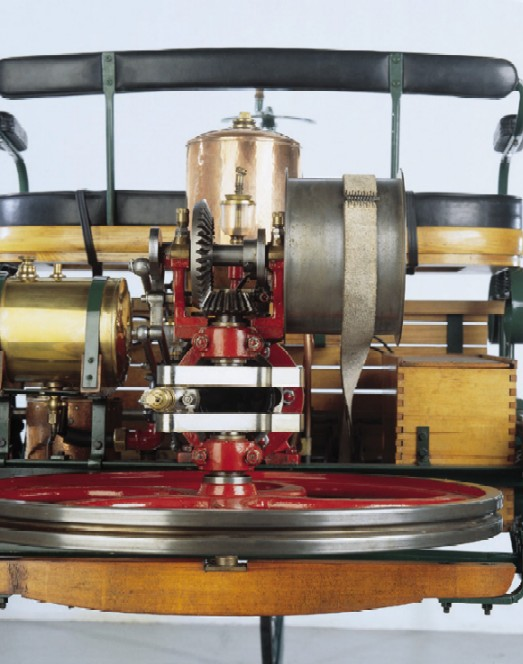
Antriebsscheibe

| Konstruktion          | - Liegender Einzylinder mit waagerechtem Schwungrad - Gaswechsel über Einlass-Gleitschieber, gesteuert über Exzenterstange - Stehendes Auslassventil, gesteuert über Nockenscheibe, Kipphebel und Stoßstange - Gemischaufbereitung über Benz-Oberflächenvergaser - Siedekühlung - Schmierung über Tropföler und Fettbuchse - Elektrische Hochspannungs-Summerzündung - Anlassen durch Drehen des Schwungrades |
| Fahrwerk              | - Stahlrohrrahmen - Vorderradaufhängung an Steuergabel ohne Federung - Hinterradaufhängung an Starrachse an Vollelliptikfedern - Zahnstangenlenkung, Lenkkurbel in Wagenmitte - Keine Fußbremse; Handbremse wirkt als Bandbremse auf Vorgelege-Riemenscheibe - Drei Drahtspeichenräder, Durchmesser vorne 730 mm, hinten 1125 mm, jeweils Vollgummireifen                                                     |
| Kraftübertragung      | - Kraftabgabe an der über Kegelräder 2 : 1 untersetzten Nockenwelle mit Flachriemen auf Vorgelegewelle mit Los- und Festscheibe und integriertem Differential - Je eine Kette von der Vorgelegewelle zu den beiden Hinterrädern |
| Kupplung              | Verschieben des Riemens zwischen Los- und Festscheibe |
| Höchstgeschwindigkeit | 16 km/h |
| Verbrauch             | ca. 10 l/100 km |
| Radstand              | 1450 mm |
| Spurweite             | 1190 mm |
| Länge                 | 2700 mm |
| Breite                | 1400 mm |
| Höhe                  | 1450 mm |
| Leergewicht           | 265 kg |